# Deutsche Einband-Meisterschaft 2010/11

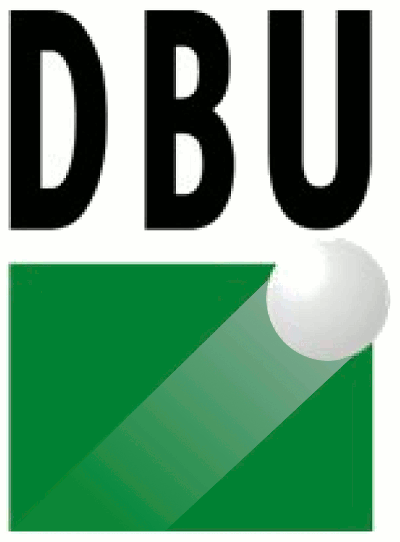
Verbandslogo: DBU

Veranstaltungsort: Bad Wildungen

Die Deutsche Einband-Meisterschaft 2010/11 ist eine Billard-Turnierserie und fand vom 26. bis zum 27. Oktober 2010 in Bad Wildungen zum 57. Mal statt.

## Geschichte
Der amtierende Welt- und Europameister im Einband Wolfgang Zenkner startete mit zwei überzeugenden Siegen ins Turnier. Dann gab es eine überraschende 46:100-Niederlage in elf Aufnahmen gegen Markus Dömer. Im Halbfinale kam dann für ihn das nicht zu erwartende Aus gegen den Kemptner Dieter Steinberger. Auch der Gruppensieger der Gruppe B Sven Daske konnte seine Form nicht halten und verlor im Halbfinale gegen Dömer. Dieser setzte seine Siegesserie im Finale mit einer eher defensiven Spielweise fort und besiegte Steinberger mit 100:52 in 19 Aufnahmen.
Die kompletten Ergebnisse stammen aus eigenen Unterlagen und der österreichischen Billardzeitung Billard.

## Modus
Gespielt wurde in zwei Vierergruppen bis 100 Punkte oder 20 Aufnahmen. Die zwei Gruppenbesten kamen danach in die K.-o.-Spiele des Halbfinales. Ab hier wurde bis 100 Punkte ohne Aufnahmenbegrenzung gespielt.
Die Endplatzierung ergab sich aus folgenden Kriterien:
1. Matchpunkte (MP)
2. Generaldurchschnitt (GD)
3. Bester Einzeldurchschnitt (BED)
4. Höchstserie (HS)

## Teilnehmer (alphabetisch)
1. Wolfgang Zenkner (BC München), Titelverteidiger
2. Sven Daske (BC Schiffweiler)
3. Markus Dömer (BSC Essen)
4. Michael Kallenborn (Bfr. Saarlouis-Roden)
5. Carsten Lässig (BG Coesfeld)
6. Manuel Orttmann (1. BC Neustadt/Orla)
7. Arnd Riedel (BC Wedel)
8. Dieter Steinberger (BC Kempten)

### Gruppenphase
| Platz                     | Name               | MP  | Pkte. | Aufn. | GD   | BED   | HS |
| ------------------------- | ------------------ | --- | ----- | ----- | ---- | ----- | -- |
| 1                         | Wolfgang Zenkner   | 4:2 | 246   | 25    | 9,84 | 25,00 | 75 |
| 2                         | Markus Dömer       | 4:2 | 278   | 45    | 6,17 | 11,11 | 62 |
| 3                         | Carsten Lässig     | 4:2 | 207   | 38    | 5,44 | 7,14  | 32 |
| 4                         | Michael Kallenborn | 0:6 | 113   | 42    | 2,69 | –     | 25 |
| Gruppendurchschnitt: 5,62 |                    |     |       |       |      |       |    |

| Platz                     | Name               | MP  | Pkte. | Aufn. | GD   | BED  | HS |
| ------------------------- | ------------------ | --- | ----- | ----- | ---- | ---- | -- |
| 1                         | Sven Daske         | 6:0 | 300   | 41    | 7,31 | 8,33 | 34 |
| 2                         | Dieter Steinberger | 4:2 | 264   | 39    | 6,76 | 9,09 | 51 |
| 3                         | Manuel Orttmann    | 2:4 | 173   | 43    | 4,02 | 3,50 | 17 |
| 4                         | Arnd Riedel        | 0:6 | 160   | 47    | 3,40 | –    | 28 |
| Gruppendurchschnitt: 5,27 |                    |     |       |       |      |      |    |

### Finalrunde
| 1. Halbfinale      |     |     |    |       |      |    |
| Wolfgang Zenkner   | 0:2 | 60  | 12 | 11,11 | –    | 22 |
| Dieter Steinberger | 2:0 | 100 | 12 | 8,33  | 8,33 | 33 |

| 2. Halbfinale |     |     |    |      |      |    |
| Sven Daske    | 0:2 | 69  | 19 | 3,63 | –    | 23 |
| Markus Dömer  | 2:0 | 100 | 19 | 5,26 | 5,26 | 19 |

| Finale             |     |     |    |      |      |    |
| Dieter Steinberger | 0:2 | 52  | 19 | 2,73 | –    | 13 |
| Markus Dömer       | 2:0 | 100 | 19 | 5,26 | 5,26 | 23 |

## Abschlusstabelle
| MP    | Match Punkte (Sieger = 2; Unentschieden = 1; Verlierer = 0) |
| SV    | Satzverhältnis (nur bei Turnieren im Satzsystem)            |
| Pkte. | Erzielte Karambolagen                                       |
| Aufn. | benötigte Aufnahmen                                         |
| GD    | Generaldurchschnitt                                         |
| MGD   | Mannschafts-Generaldurchschnitt                             |
| BED   | Bester Einzeldurchschnitt eines Spielers                    |
| BEMD  | Bester Einzeldurchschnitt einer Mannschaft                  |
| BSD   | Bester Satzdurchschnitt eines Spielers                      |
| HS    | Höchstserie                                                 |
| WRP   | Weltranglistenpunkte                                        |

| Klassement                | Klassement | Klassement         | Klassement | Klassement | Klassement | Klassement | Klassement | Klassement | Klassement |
| Phase                     | Platz      | Name               | MP         | Pkt.       | Aufn.      | GD         | BED        | HS         |            |
| ------------------------- | ---------- | ------------------ | ---------- | ---------- | ---------- | ---------- | ---------- | ---------- | ---------- |
| Finale                    | 1          | Markus Dömer       | 8:2        | 478        | 83         | 5,75       | 11,11      | 62         |            |
| Finale                    | 2          | Dieter Steinberger | 6:4        | 416        | 70         | 5,94       | 9,09       | 51         |            |
| Halb- finale              | 3          | Sven Daske         | 6:2        | 369        | 60         | 6,15       | 8,33       | 34         |            |
| Halb- finale              | 3          | Wolfgang Zenkner   | 4:4        | 306        | 37         | 8,27       | 25,00      | 75         |            |
| Gruppen- phase            | 5          | Carsten Lässig     | 4:2        | 207        | 38         | 5,44       | 7,14       | 32         |            |
| Gruppen- phase            | 6          | Manuel Orttmann    | 2:4        | 173        | 43         | 4,02       | 3,50       | 17         |            |
| Gruppen- phase            | 7          | Michael Kallenborn | 0:6        | 113        | 42         | 2,69       | –          | 25         |            |
| Gruppen- phase            | 8          | Arnd Riedel        | 0:6        | 160        | 47         | 3,40       | –          | 28         |            |
| Turnierdurchschnitt: 5,29 |            |                    |            |            |            |            |            |            |            |